# Glaucis
Glaucis es un género de aves apodiformes de la familia Trochilidae que agrupa a tres especies nativas de la América tropical (Neotrópico), cuyas áreas de distribución se encuentran desde el este de Honduras en América Central, Antillas menores, hasta el sureste de Brasil en América del Sur. A sus miembros se les conoce por el nombre común de ermitaños

## Etimología
El nombre genérico masculino «Glaucis» proviene del griego «glaukos» que significa ‘gris azulado’ o ‘verde pálido’.

## Características
Las ermitaños de este género son dos troquílidos medianos, midiendo entre 9,5 y 12,5 cm de longitud, de picos curvados y mandíbula amarilla; las partes superiores verde cobrizas y las inferiores rufas o leonadas, con un ligero antifaz oscuro y la cola redondeada y terminada en ápices blancos.

## Taxonomía
El género Threnetes es el que más probablemente sea hermano del presente. Las especies Glaucis hirsutus y G. aeneus son hermanas; la especie G. dohrnii ya fue incluida en el género Ramphodon pero las características morfológicas claramente confirman su inclusión en el presente género.

## Lista de especies
Según las clasificaciones del Congreso Ornitológico Internacional (IOC) y Clements Checklist, el género agrupa a las siguientes especies con el respectivo nombre popular de acuerdo con la Sociedad Española de Ornitología (SEO):
| Imagen | Nombre científico | Autor                      | Nombre común               | Estado de conservación | Distribución |
| ------ | ----------------- | -------------------------- | -------------------------- | ---------------------- | ------------ |
|        | Glaucis dohrnii   | (Bourcier & Mulsant), 1852 | Ermitaño de Espíritu Santo | VU                     |              |
|        | Glaucis aeneus    | Lawrence, 1868             | Ermitaño bronceado         | LC                     |              |
|        | Glaucis hirsutus  | (Gmelin), 1788             | Ermitaño hirsuto           | LC                     |              |